# Catherine Bréchignac
Pour les articles homonymes, voir Bréchignac.
Catherine Bréchignac, née Teillac est une physicienne française. Présidente du CNRS de 2006 à 2010 et du Haut Conseil des biotechnologies de 2009 à 2010, elle est membre élue à l'Académie des sciences depuis novembre 2005 et secrétaire perpétuelle de l'Académie de 2011 à 2018 dans la première section qui couvre les mathématiques, la physique et les sciences de l’univers. Elle est aussi auteur d'ouvrages sur science et société.

## Biographie
Fille du physicien Jean Teillac et d'une mère médecin, elle est élevée par ses grands-parents. Elle fait ses études à l’École normale supérieure de Fontenay-aux-Roses et à la faculté des sciences d'Orsay de l'université de Paris de 1967 à 1971[réf. souhaitée].
Elle y obtient la maîtrise en physique (1969) et le diplôme d'études approfondies en physique quantique (1970). Nommée professeur agrégé de physique en 1971, elle est détachée de 1971 à 1984 au Centre national de la recherche scientifique (CNRS), au laboratoire Aimé-Cotton à Orsay, tout d'abord comme attachée de recherche puis, l'année suivant l'obtention de son doctorat d'État ès sciences physiques à l'université Paris-XI (1977), comme chargée de recherche. Elle s'initie à la chimie moléculaire au Canada auprès de Gerhard Herzberg. Elle est nommée directrice de recherche en 1985.
En 1989, elle prend la direction du laboratoire Aimé-Cotton. Elle est ensuite (1995-1997) directrice scientifique du département des sciences physiques et mathématiques du CNRS, puis directrice générale de l'établissement de 1997 à 2000. Elle défend alors l'indépendance et les réussites de l'institution, notamment face au ministre Claude Allègre. À l'issue de son mandat, en juillet 2000, le ministre de la Recherche Roger-Gérard Schwartzenberg la remplace par Geneviève Berger. Catherine Bréchignac reprend alors ses recherches et est invitée professeur à Georgia Tech University aux USA (2002-2006). En parallèle, elle est nommée en 2003 présidente de l’Institut d'optique théorique et appliquée et, en 2004, présidente du conseil d'administration du Palais de la découverte. En 2005, elle est élue présidente du Conseil international pour la science[réf. souhaitée].
Elle est nommée présidente du CNRS lors du Conseil des ministres du 11 janvier 2006, sur proposition du ministre délégué à l’enseignement supérieur et à la recherche François Goulard, après une crise de direction qui avait notamment vu s'affronter son prédécesseur Bernard Meunier et le directeur général du CNRS Bernard Larrouturou. Elle forme alors un tandem avec Arnold Migus comme directeur général, mais le rôle prédominant de la présidence est clarifié[réf. souhaitée].
Politiquement, elle se déclare progressiste et libre de ses choix politiques. Elle a été nommée par un gouvernement socialiste à la tête du CNRS en 1997 puis, à la demande de l'UMP, elle a participé à l'élaboration du programme concernant la recherche pour l'élection présidentielle de 2007,.
En octobre 2006, elle donne au journal Les Échos une interview où elle affirme sa volonté de différencier le salaire des chercheurs « pour récompenser les meilleurs ». Comme elle précise que « les critères de sélection sont reconnus sur le plan international », elle s'attire d’Henri-Édouard Audier la réponse que « ces seuls critères élimineraient nombre de recherches originales ». La conférence des présidents de section du Comité national de la recherche scientifique adopte à l'unanimité, le 12 janvier 2007, la motion que « la distribution de primes sur une base quantitative (articles, citations) envisagée par Mme Bréchignac comme l’une des options possibles pour donner « de bons salaires à de bons chercheurs » va à l’encontre de tous les principes que nous défendons sur l’évaluation ». C'est toutefois en déclarant, dans la même interview, « avec tout l'argent que nous avons injecté dans les sciences de la vie, je trouve que le rapport qualité/prix n'est pas terrible » que Catherine Bréchignac provoque les réactions les plus choquées, de la part des biologistes,. Très attachée aux problématiques de l'environnement[réf. souhaitée], elle crée en 2009 l'Institut de l'écologie et de l'environnement du CNRS[réf. souhaitée].
Le 20 janvier 2010, Catherine Bréchignac est remplacée à la présidence du CNRS par Alain Fuchs alors qu'elle était candidate à sa propre succession. Elle est nommée présidente du Haut Conseil des biotechnologies le 30 avril 2009 puis ambassadrice déléguée à la science, la technologie et l’innovation en janvier 2010.
Après avoir été élue le 22 juin 2010 secrétaire perpétuelle de l'Académie des sciences, elle a quitté la présidence du Haut Conseil des biotechnologies le 31 décembre 2010 pour pouvoir se concentrer pleinement à sa nouvelle fonction, qu'elle quitte en 2018.  Elle est également membre du conseil scientifique de l'Office parlementaire d'évaluation des choix scientifiques et technologiques (OPECST)[réf. souhaitée].

## Apports scientifiques
Physicienne, travaillant aux croisements entre disciplines, d’abord à l’interface entre la physique atomique et la physique nucléaire puis à l’interface entre physique atomique et matière condensée. où l’apport des connaissances dans l’une des disciplines est déterminant pour progresser dans la compréhension de l’autre, elle a obtenu ses résultats les plus originaux[réf. souhaitée].
Dans ce cadre elle a été pionnière dans domaine des agrégats, édifices composés de quelques atomes à quelques dizaines de milliers d’atomes, pour étudier les propriétés de la matière aux échelles intermédiaires. En tant qu’objets individuels ils sont des briques élémentaires d’objets plus complexes et se positionnent ainsi comme des précurseurs de "nano-objets"[source insuffisante].

## Ouvrages
- Houdy,     Philippe ; Bréchignac, Catherine ; Lahmani , Marcel. (2006). Les     nanosciences : Tome 2, Nanomatériaux et nanochimie. Paris :     Belin, 732p.  [Prix Roberval 2018]
- Bréchignac,     Catherine. (2009). N’ayons pas peur de la     science. Paris : CNRS Editions, 62 p.
- Bréchignac,     Catherine. (2018). L’irrésistible envie de     savoir. Paris : Cherche Midi, 240 p.
- Bréchignac,     Catherine & Benedetti, Arnaud.     (2019). Le progrès est-il dangereux ? dialogue contre les idées     reçues. Paris : Humensciences éditions, 171 p.
- Bréchignac,     Catherine. (2020). La sardine et le     diamant : de l’utilité de l’ordre et du désordre !     Paris : Cherche Midi, 250 p.
- Bréchignac, Catherine (2022)     Retour vers l’obscurantisme Paris , Cherche Midi, 230p.
- Bréchignac, Catherine (2024). La force de nos racines : une épopée de gens ordinaires, Paris, Cerf, 207p.

## Apport épistémologique
En 2009 son manifeste N'ayons pas peur de la science, dans lequel elle affirme « à bien regarder, ce monde dans lequel nous vivons et que nous avons fait nôtre, nous l'avons jusque-là plus bonifié que nous ne l'avons détérioré », ne convainc pas la critique de certains. La Recherche, en particulier, le juge « contreproductif ». Ses ouvrages récents en tant qu'essayiste tels : L'irrésistible envie de savoir (2018), la sardine et le diamant (2020), le retour vers obscurantisme (2022) ont été accueillis favorablement par la critique.

### Position sur le réchauffement climatique
Alors que le Groupe d'experts intergouvernemental sur l'évolution du climat concluait dès 2007 que « L’essentiel de l’accroissement observé sur la température moyenne globale depuis le milieu  du XXe siècle est très probablement dû à l’augmentation observée des concentrations des gaz à effet de serre anthropiques » et a confirmé, en 2014, que « L’influence de l’homme sur le système climatique est clairement établie ... », Catherine Bréchignac déclare en 2015 à La Recherche que « la température moyenne du globe n'a pas de réalité thermodynamique » et que la part due à l'humain n'est pas clairement établie.
Elle justifie l'abstention de l'Académie des sciences française lors du vote du rapport 2013 de l'EASAC sur les évènements climatiques extrêmes — rapport adopté par 27 académies des sciences européennes — par l'observation qu'il « souffrait de limitations assez gênantes ». En 2018, l'Académie des sciences signe une version actualisée du même rapport après sa publication.

## Autres fonctions et mandats sociaux
- 1997 : correspondant de l’Académie des sciences
- 2000 : membre fondateur de l'Académie des technologies
- 2005 : membre de l’Académie des sciences
- 2004 - 2009 : présidente du conseil d'administration du Palais de la découverte[26],[27]
- 2008 - 2011 : présidente de l'ICSU
- 2010 - 2018 : secrétaire perpétuel de l'Académie des sciences
- 2011 - : membre du conseil d'administration d'Éco-Emballages[28]
- 2011 - : membre du conseil d'administration de Flamel technologies[29]
- 2013 - : membre du Haut Comité des commémorations nationales[30],[31]. Elle est une des deux seules membres, sur douze, qui ne démissonne pas en mars 2018[32]. Les autres membres protestent ainsi contre la décision de la ministre de la culture, Françoise Nyssen, de retirer le nom de Charles Maurras du Livre des commémorations nationales 2018, alors que ce choix avait été préalablement validé[33],[34],[35].

## Distinctions
- Grande officière de la Légion d'honneur (promotion du 14 Juillet 2018)[36]
  -  Commandeure de la Légion d'honneur[1] (2014)
  -  Officière de la Légion d'honneur[37] (2005)
  -  Chevalière de la Légion d'honneur (1996)
- Commandeure de l'ordre national du Mérite (2011)
- Officière de l'ordre des Arts et des Lettres[38] (2013)
- Commandeure de l'Ordre de l'Aigle Aztèque[39] (2018)

### Récompenses
- 1991 : prix Gustave-Ribaud de l’Académie des sciences[40]
- 1994 : médaille d'argent du CNRS
- 1999 : membre de l’Académie américaine des arts et des sciences[41]
- 2001 : James Franck lecturer de l'Académie israélienne des sciences et lettres
- 2003 : prix et médaille Holweck de l'Institute of Physics et de la Société française de physique
- 2003 : Fellow of the Institute of Physics
- 2003 : docteure honoris causa de l'université libre de Berlin[40]
- 2006 : docteure honoris causa de Georgia Tech[40]
- 2007 : docteure honoris causa de l'École polytechnique fédérale de Lausanne[40]
- 2008 : prix Roberval de l'enseignement supérieur
- 2009 : bourse de recherche de la Fondation Alexander von Humboldt
- 2010 : membre de l'Academia Europaea
- 2010 : membre associé de l'Académie royale des sciences, des lettres et des beaux-arts de Belgique[42]
- 2011 : Weizmann Women & sciences Award
- 2015 : Membre étranger de l'Académie Hassan II des Sciences et Techniques du Maroc
- 2017 : Membre étranger de l'Académie rounaine
- 2020 / Membre de l'Académie des sciences d'Outre-Mer